# Aria artica continentale
In meteorologia l'aria artica continentale (cAK) è una massa d'aria molto fredda e secca provenienti dalle regioni continentali dell'Artico.

## Caratteristiche
Rispetto all'aria artica marittima, le masse di aria artica continentale presentano uno spessore più limitato dal suolo, tendendo ad influenzare in modo minore le condizioni in quota, se non per effetto stau in prossimità dei rilievi montuosi, oltre che in prossimità di aree di bassa pressione da essa alimentate.
Per la minore azione in quota, l'aria artica continentale è associata a valori di isoterme a 850 hPa e a 500 hPa che risultano meno rigidi rispetto a quelli che si associano all'avvezione di aria artica marittima.

## Effetti meteorologici
L'aria artica continentale origina dalla parte settentrionale della Siberia e viene convogliata verso sud-ovest attraverso l'espansione dell'alta pressione termica dell'anticiclone russo-siberiano che, nella stagione invernale, tende ad espandersi fino all'Europa orientale balcanica.
Quando l'anticiclone russo-siberiano riesce ad estendersi fino all'Europa centrale, si hanno anche avvezioni di aria polare fredda continentale, dalle caratteristiche pressoché identiche a quelle dell'aria artica continentale.
Le masse d'aria fredda continentali tendono ad entrare nel bacino del Mediterraneo, attraverso una serie di porte naturali che si aprono lungo le pendici occidentali dei Balcani e all'estremità sud-orientale dell'arco alpino dove, nei pressi di Postumia, si apre la porta della Bora.
I venti di bora tendono a soffiare con elevata intensità sul Golfo di Trieste e sull'Adriatico settentrionale, a causa dell'elevata differenza di pressione che si registra tra l'anticiclone russo-siberiano e la depressione mediterranea che si forma più a sud, che può essere sia la depressione tirrenica che quella adriatica.
Anche i venti di grecale tendono a soffiare con forte intensità lungo le regioni del versante adriatico, nella Liguria centrale dove sfruttano la porta del Passo dei Giovi, lungo le coste orientali della Sardegna e settentrionali della Sicilia e localmente anche lungo il versante tirrenico, dove la maggiore intensità si registra tra la Toscana meridionale e il Lazio settentrionale a causa della lontananza della dorsale appenninica.
Le condizioni atmosferiche associate si caratterizzano per il cielo sereno e particolarmente terso sull'Italia settentrionale e sulle regioni del medio-alto versante tirrenico, mentre lungo l'intero versante orientale della penisola si verifica l'effetto stau che può determinare fenomeni nevosi anche a quote molto basse e localmente in pianura e lungo le coste. Anche la Sardegna vede clima asciutto, ad eccezione delle sue parti orientali, mentre la Sicilia e le regioni joniche e del basso versante tirrenico sono generalmente interessate dagli effetti perturbati di una delle due depressioni (depressione tirrenica o adriatica) che generalmente si formano sui bacini meridionali italiani con questo tipo di configurazioni meteorologiche.
La diminuzione delle temperature interessa praticamente tutta la penisola italiana, in modo più sensibile le regioni settentrionali ed adriatiche, in modo leggermente più attenuato la Sardegna, soprattutto per quanto riguarda le coste occidentali e meridionali.